# Huberta Heres
Huberta Heres (* 25. Juli 1934 in Dresden; geborene Huberta von Littrow) ist eine deutsche Klassische Archäologin.
Huberta Heres studierte bei Ludger Alscher an der Humboldt-Universität zu Berlin Klassische Archäologie. Die Zeit vor der Einführung von Reisebeschränkungen in der DDR nutzte Heres, um beispielsweise für drei Monate an den Ausgrabungen in Pergamon teilzunehmen. Seit 1957 arbeitete sie für die Antikensammlung der Staatlichen Museen zu Berlin, zuletzt war sie deren stellvertretende Direktorin bis zu ihrer Pensionierung zum 30. September 1998. Ihr Fachgebiet war die griechische und römische Plastik. Sie war am Neuaufbau der Antikensammlung nach der Rückführung der sowjetischen Beutekunst Ende der 1950er Jahre ebenso beteiligt, wie an der Wiederbestückung des Alten Museums mit den bis dahin im Westteil der Stadt befindlichen Antiken. Als ihre bedeutendste Arbeit gilt die originalgetreue Wiederaufstellung der antiken Statuen in der Rotunde des Museums. 1993 wurde Heres mit dem Verdienstorden des Landes Berlin ausgezeichnet.
Verheiratet ist sie mit dem Archäologen Gerald Heres.

## Schriften
- Der Telephosfries, seine entwicklungsgeschichtliche Stellung, Fragen der Komposition und der Ausführung. Dissertation, Humboldt-Universität zu Berlin.
- mit Hans Hoffmann, Konrad Zimmermann: Römische Portraits. Staatlich Museen – Antikensammlung, Berlin 1981.
- mit Max Kunze (Hrsg.): Die Welt der Etrusker. Akademie Verlag, Berlin 1990, ISBN 3-05-001013-4.
- mit Elke Forbeck: Das Löwengrab von Milet (= Winckelmannsprogramme der Archäologischen Gesellschaft zu Berlin, Band 136). de Gruyter, Berlin 1997, ISBN 3-11-016101-X.
- mit Wolf-Dieter Heilmeyer und Wolfgang Maßmann: Schinkels Pantheon. Die Statuen der Rotunde im Alten Museum. von Zabern, Mainz 2004, ISBN 3-8053-3255-6.
- mit Volker Kästner: Der Pergamonaltar. von Zabern, Mainz 2004, ISBN 3-8053-3307-2.